# Thecabius gravicornis
Thecabius gravicornis är en insektsart som först beskrevs av Patch 1913.  Thecabius gravicornis ingår i släktet Thecabius och familjen långrörsbladlöss. Inga underarter finns listade i Catalogue of Life.